# Cetatea de Baltă
Cetatea de Baltă là một xã thuộc hạt Alba, România. Dân số thời điểm năm 2002 là 3235 người.